# Margon (Hérault)
Margon é uma comuna francesa na região administrativa de Occitânia, no departamento de Hérault. Estende-se por uma área de 4,47 km². Em 2010 a comuna tinha 712 habitantes (densidade: 159,3 hab./km²).